# فراس حسن
فراس حسن ممثل سوري من مواليد مدينة اللاذقية.

## عن حياته
ولد في مدينة اللاذقية درس في كلية الآداب قسم التاريخ شارك كممثل بالعديد من الأعمال التلفزيونية والمسرحية، بالإضافة إلى عدة أعمال إذاعية. 

## من أعماله

### في المسـرح
- حفلة على الخازوق -
- فاوست والأميرة الصلعاء -
- مدير غصباص عنه -
- على قد فراشك -
- اسكتش الغريب -
- سعد والفول".

### في الإذاعـــة
- قصة من رواية.

### في التلفزيون
- مسلسل «هجرة القلوب إلى القلوب» - 1990
- مسلسل «الدوغري» - 1992
- مسلسل "يوميات أبو عنتر.
- مسلسل "كنا أصدقاء.
- مسلسل «أمواج» - 2003.
- مسلسل «الأستاذ» - 2006.
- مسلسل طاش ما طاش (مسلسل) عدة أجزاء.
- مسلسل "البناء 22
- مسلسل "عودة غوار الأصدقاء

## روابط خارجية
- فراس حسن على قاعدة السينما